# Memurubu

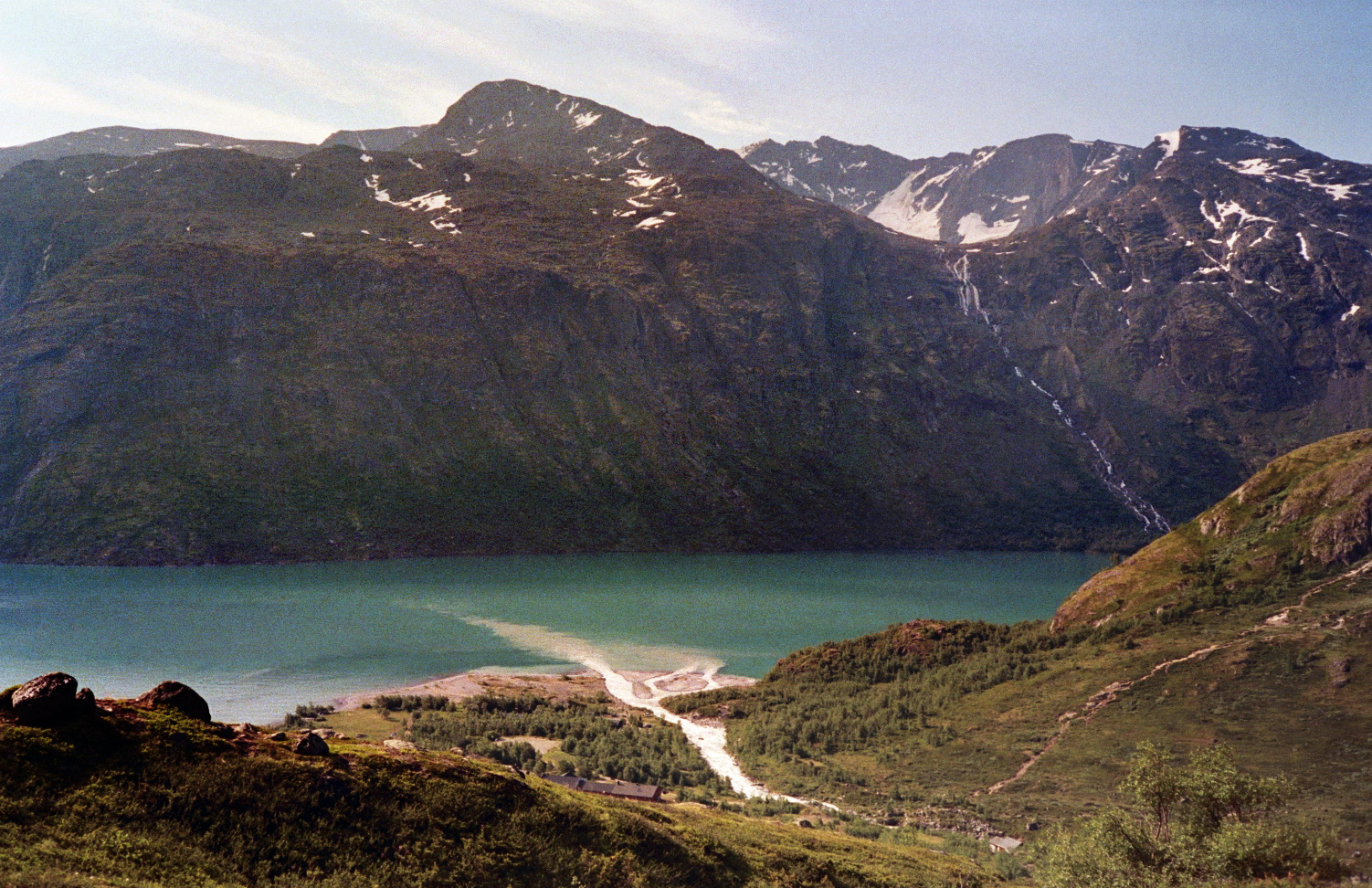
Älven Muru rinner ut i Gjende vid Memurubu.

Memurubu (uppfört 1872) är en turistanläggning som ligger i östra Jotunheimen, i Loms kommun, Norge. Det är en vanlig startpunkt eller avslutning på vandringsturen över Besseggen och många väljer därför att övernatta på Memurubu Turisthytte. Varje år går ungefär 60 000 till 70 000 människor turen över Besseggen.
Memurubu ligger i slutet av Memurudalen, på den nordliga sidan av sjön Gjende vid utloppet av älven Muru.  Det var den fjärde turiststugan som uppfördes av Den norske turistforening (DNT) och ligger mellan föreningens stugor Gjendesheim och Gjendebu. På Memurubu finns det totalt 150 sängplatser som är fördelade på 2- och 4-bäddsrum. Memurubu drivs nu i privat regi, men det ges rabatt till medlemmar i DNT. Det finns också möjlighet att bo i tält utanför Memurubu.
Det finns möjlighet till flera toppturer i området runt Memurubu. Surtningssue med en höjd av 2368 m över havet och Besshøe 2258 m över havet är några av dem. Bukkelægret är en annan tur mellan Memurubu och Gjendebu. Det finns också möjlighet att gå i flackare terräng upp längs Memurudalen till Memurubre.
I området runt Memurubu finns det goda fiskemöjligheter. De vanligaste ställena för fiske är i Gjende och Memurutunga. Memurutunga ligger cirka 1,5 timme från Memurubu mot Bukkelægret.
Det finns båtförbindelser med flera dagliga avgångar mellan Gjendesheim och Memurubu, och mellan Memurubu och Gjendebu. Det är också möjligt att göra utflykter med Gjendebåten.
Turistanläggningen Memurubu har egen strömförsörjning via en mindre kraftverksanläggning i älven Muru. 